# Carl Heinrich Wünsch

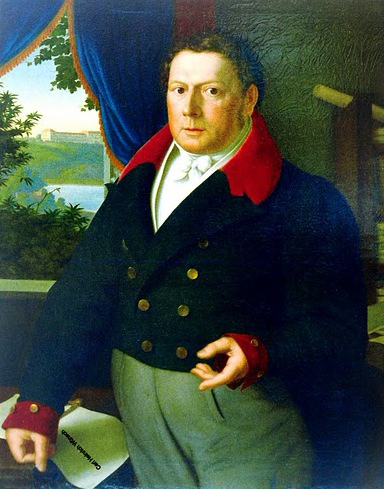
Carl Heinrich Wünsch, Porträt von Carl Georg Christian Schumacher aus dem Jahr 1831

Carl Heinrich Wünsch (* 5. November 1779 in Blumlage; † 10. Februar 1855 in Schwerin) war ein deutscher Architekt, Baumeister und Baubeamter, zuletzt arbeitete er als Oberhofbaurat in Schwerin.

## Biografie
Wünsch war Sohn des Zimmerermeisters und Schleusenbaumeisters Heinrich Ernst Wünsch und seiner Frau Catrine Friederica, geb. Ottens, und erhielt durch ein Studium bei Georg Christoph Lichtenberg in Göttingen seine Ausbildung zum Architekten und Baumeister. Für zehn Jahre arbeitete er für das Königreich Hannover.
Mit dem Wechsel in das Teilherzogtum Mecklenburg-Schwerin im Jahr 1809 war er in zehn Distrikten verantwortlicher Baumeister, unter anderem in den Ämtern Hagenow und Wittenburg. 1814 wechselte er als Nachfolger des verstorbenen Landesbaumeisters Carl Friedrich Bentschneider nach Schwerin. Schon 1815 setzte er sich für die qualitative Verbesserung und einheitliche Maße bei Ziegelsteinen ein. Neben der Verantwortung der Bauverwaltung und der Ausübung seines Berufes als Architekt und Baumeister, hatte Wünsch elf Ämter zu betreuen und für die Instandhaltung der Flüsse und Kanäle Mecklenburgs zu sorgen. Zur Arbeitsentlastung wurden die Aufgaben zu Hofbaumaßnahmen und Militärbauten 1835 an seinen ehemaligen Gehilfen Georg Adolph Demmler übergeben. 1838 wurde Wünsch Mitglied im Kammerkollegium für Bauwesen.
Für seine Verdienste im Königreich Hannover erhielt er im Jahre 1842 den Guelphen-Orden 4. Klasse (Silber).
1849 verlieh man Wünsch den Titel des Oberhofbaurates. Seinen Beruf übte er bis Ende Juni 1853 aus. Mit seinem Tod im Jahr 1855 hinterließ er Ehefrau und sechs Kinder.

## Werke (Auswahl)

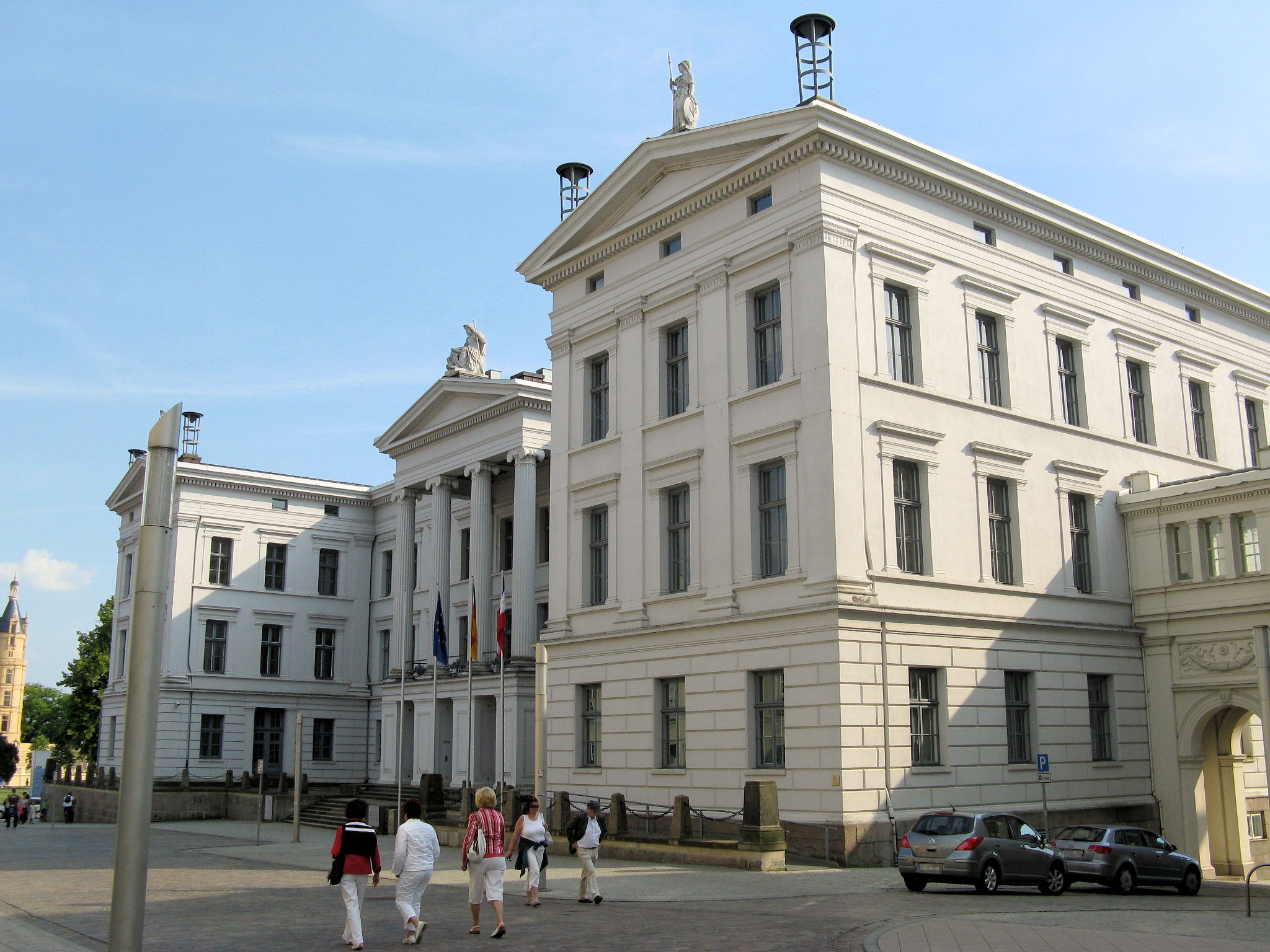
Kollegiengebäude in Schwerin

- 1820–1823 Gebäude des Gestüts Redefin
- 1817–1820 Bau der Kirche in Lübtheen
- ehemalige Posthalterei in Redefin, heute Pfarrhaus
- 1828 Entwurf der Dorfkirche in Redefin, 1843–1847 Ausführung durch Wilhelm Wachenhusen
- 1824–1825 Erneuerung der Stadtkirche Wittenburg zusammen mit Georg Adolph Demmler
- Kollegiengebäude (Staatskanzlei) in Schwerin (Leitung)
- 1827–1829 Hauptgebäude der Schweriner Nervenklinik am Sachsenberg mit Georg Adolph Demmler
- 1829 Militärhospital in Schwerin, Wismarsche Straße
- 1837 Greenhouse im Schlossgarten zu Schwerin
- Entwurf für den Altaraufbau Schelfkirche, Schwerin (St. Nikolai)